# High Sheriff of Buckinghamshire
High Sheriff of Buckinghamshire (deutsch „Hoher Sheriff von Buckinghamshire“) ist ein Ehrenamt mit hauptsächlich zeremoniellen und repräsentativen Funktionen, in diesem Fall für die traditionelle und zeremonielle Grafschaft Buckinghamshire im mittleren Südengland.  Ausgeübt wird das unabhängige und unpolitische Amt nach königlicher Ernennung für jeweils ein Jahr.

## Namensursprung
Der Begriff Sheriff stammt ab von dem während der Zeit der Angelsachsen gebräuchlichen Shire Reeve, was deutsch etwa „Grafschafts-Vogt“ bedeutete.

## Geschichte
High Sheriff ist das älteste säkulare Amt im Vereinigten Königreich. Es besteht seit über tausend Jahren und repräsentiert die Macht der Krone. Im 11. und 12. Jahrhundert beinhaltete es weitreichende Befugnisse. Der High Sheriff sprach Urteile, trieb Steuern ein und verfolgte Verbrechen. Im Laufe der folgenden Jahrhunderte wurden die Befugnisse schrittweise eingeschränkt.
Heute dienen fünfundfünfzig High Sheriffs (weibliche Form: High Sheriffess) in den Grafschaften von England und Wales. Deren Aufgaben umfassen, die wichtigsten Verfassungsorgane aktiv zu unterstützen. Dazu gehören die königliche Familie, Justiz, Polizei, Strafvollzug und Strafverfolgungsbehörden, Rettungsdienste, Kommunalbehörden, Kirchen und andere Glaubensgemeinschaften.
High Sheriff of Buckinghamshire im Jahr 2025 war Kurshida Mirza. Ihr folgte Pippa Kirkbride.
Davor, seit 1575, gab es 458 weitere High Sheriffs von Buckinghamshire. Noch weiter zurück, vor 1575, war der High Sheriff von Buckinghamshire zugleich auch der von Bedfordshire, der östlich angrenzenden Grafschaft. Die Aufzeichnungen über die Amtsträger reichen bis ins Jahr 1125 zurück und weisen 318 weitere Namen auf. Aufzeichnungen aus der Zeit vor 1125 sind nicht vollständig erhalten und weniger zuverlässig. Der Name des ersten High Sheriffs von Buckinghamshire, von dem man weiß, ist als „Godric“ verzeichnet, mit dem Hinweis, dass er im Jahr „1066 getötet“ wurde.